# Paweł Franciszek Jaroszewski
Paweł Franciszek Jaroszewski herbu Zagłoba (zm. 1754) – podkomorzy płocki w 1746 roku, sędzia ziemski w 1735 roku, stolnik zawskrzyński w 1733 roku, pisarz grodzki płocki w 1724.
Syn Pawła Kazimierza starosty płockiego. Żonaty z Katarzyną Zielińską, kasztelanką sierpską.
Jako deputat podpisał pacta conventa Stanisława Leszczyńskiego w 1733 roku.